# Black Widow (videojuego)
Black Widow es un juego arcade de vectores desarrollado por Atari, Inc. lanzado en 1982. El jugador toma el papel de una araña viuda negra que defiende una red de insectos invasores. El jugador debe mover la araña alrededor de la red mientras dispara/evita simultáneamente varios insectos y recoge las bonificaciones que aparecen después de que los enemigos son eliminados. El juego es un juego de tiros dobles en la línea de Robotron: 2084 de Williams, pero con menos enemigos en la pantalla.
Black Widow se ofreció como un kit de conversión para Gravitar, que tuvo poco éxito comercial.[cita requerida] El kit utilizó la PCB Gravitar original con algunas pequeñas modificaciones y un nuevo conjunto de chips ROM. Muchas unidades de Black Widow fueron fabricadas utilizando gabinetes Gravitar sin vender con arte de Black Widow aplicado sobre el arte de Gravitar.[cita requerida]

## Jugabilidad
Para destruir a ciertos enemigos, el jugador debe atraer a otros enemigos para que los destruyan. También está el Bug Slayer, un insecto que ayuda al jugador a eliminar enemigos, con solo la pérdida de puntos potenciales como única consecuencia. El Bug Slayer puede ayudar al jugador en situaciones difíciles, pero también puede evitar que el jugador logre la cantidad de vidas extra necesarias para soportar las rondas posteriores, más difíciles. Además, otros enemigos aparecen en el campo de juego como huevos, colocados por otros enemigos. El jugador puede mover estos huevos fuera del campo de juego para eliminar al enemigo y recibir puntos, antes de que alcance la madurez. 

### Enemigos y puntuación
- Mosquito - Al dispararle, se transforma en '.
- Escarabajo - Come ', pero no dispara, se transforma en '.
- Avispa - Pone un huevo en ', pero si se dispara, se convierte en '.
- Huevo - Crece para convertirse en avispón o alerón. Debe ser expulsado de la red para obtener 500, 1000, 1500, 2000 o incluso 2500 puntos.
- Grub Steak - Marca para 500, 250, 100 o 50 puntos: cuanto antes, mejor.
- Spoiler - Invulnerable. Solo puede ser destruido por un insecto granada, ataque de insecto o insecto cohete.
- Insecto Granada - Explota si se dispara. Los insectos y los huevos dentro de la zona de muerte obtienen 500 puntos cada uno.
- Insecto Cohete - Invulnerable. Lanza "cohetes" a la viuda negra de los otros insectos que etiqueta. Dispara a los cohetes para obtener 1000 puntos cada uno.
- Thunderbug - Si se dispara, se rompe la formación y los ataques. Si se vuelve a disparar, explota todos los otros T-bugs por 5000 puntos. Manténgase alejado de todos los T-bugs para ganar 10000 puntos. La reacción en cadena resultante de múltiples Thunderbugs es muy peligrosa y puede abarcar más del 80% del nivel en algunas ocasiones, dependiendo de la cantidad de T-bugs involucrados.
- Bug Slayer - Inofensivo para el jugador e invulnerable. El Bug Slayer compite con Black Widow por comida. Batirlo a su presa intermitente por puntos.

James Vollandt tiene el récord oficial de este juego con un máximo de 930,100 puntos.

## Re-lanzamientos
Black Widow se incluyó en Atari Anniversary Edition Redux para la PlayStation de Sony, lanzada en 2001. En 2003, las PC con Windows de Microsoft podían jugar Black Widow como parte de Atari - 80 Classic Games in One!. Lanzado en 2004, Atari Anthology llevó el juego a las consolas de juegos PlayStation 2 y Xbox, y en 2005, el teléfono celular Nokia N-Gage recibió una copia de Black Widow en Atari Masterpieces Volume 1.